# Erik Jerkhe
Erik Fabian Jerkhe, född 18 januari 1888 i Hedvig Eleonora församling i Stockholm, död 16 april 1973 i Ore, var en svensk inredningsarkitekt och dekorationsmålare. Han har dekorerat Edefors kyrka och altarmålningen i Breviks kyrka, Lidingö. Han samarbetade ofta med arkitekten John Åkerlund.
Erik Jerkhe är begravd på Norra begravningsplatsen utanför Stockholm.